# 자본주의와 현대사회이론
《자본주의와 현대사회이론》은 영국의 사회학자 앤서니 기든스의 저서이다.
원문은 Cambridge University Press를 통해서 1971년 출판되었으며 한국어판은 2008년 2월 10일에 출간되었다.
국립중앙도서관 출판시도서목록 제어번호는 CIP2008000191이다.
대한민국 대학교의 사회학과에서 널리 교과서로 채택되고 있는 사회학의 입문서이다.

## 주요 내용
이 책은 기든스의 초기 저작이다. 기든스는 고전사회학자의 저작들을 탁월하게 재해석해낸다. 일관된 시각으로 여러 시대의 고전사회학자들을 해설해 주는 이 책은 고전사회학자들을 이해하기 위한 길잡이로 평가받는다.
기든스는 거기에서 그치지 않고 고전을 통해서 현대화에 관한 깊은 통찰을 선보인다. 그 결과 현대사회를 포스트모더니티가 아닌 급진화된 모더니티로 파악한다. 이는 그가 후에 제안한 제3의 길로 이어진다. 이 책을 통해 우리는 그의 앞으로의 학문적 성취가 어디까지 뻗어나갈지를 엿볼 수 있다.

## 목차
1부 - 마르크스
2부 - 뒤르켕
3부 - 막스 베버
4부 - 자본주의, 사회주의, 사회이론